# Geografia da Mongólia
A maior parte do território da Mongólia é composta por planaltos, com cadeias montanhosas no norte e no oeste. A altitude média de todo o país é de aproximadamente 1500 m - o ponto mais baixo do país, situado no sul, tem altitude superior a 500 m. A taiga (floresta de coníferas) cobre áreas extensas ao norte do país. Os montes Altai se situam no oeste, sendo o Pico Khüiten, com 4373 m, o ponto mais elevado do país, e o Deserto de Gobi, arenoso, cobre uma ampla extensão do sul ao leste, enquanto o resto do país é coberto por estepes, com vegetação rasteira e herbácea.
O clima é temperado continental e muito áspero, quase subpolar, com verões geralmente amenos e invernos longos e gelados. As precipitações se concentram no verão, com 380 mm nas montanhas e 125 mm no deserto, de pluviosidade média anual. A temperatura média anual da capital, Ulan Bator (ou Ulaanbaatar), é de -5°C, sendo desta forma a capital mais fria do mundo. Janeiro é o mês mais frio na capital, com temperatura média de -25°C, e o mês mais quente é julho, com temperatura média de 14,4°C. Embora tenha invernos normalmente muito secos, Ulaanbaatar pode ser atingida eventualmente por violentas tempestades de neve. A temperatura atinge facilmente a -30°C em praticamente todo o seu território, não sendo raro chegar a -40°C ou -50°C em determinadas localidades. A vegetação do território da Mongólia é rasteira, herbácea e estepes. As estepes foram um dos desejos de Gengis Khan, que queria transformar o planeta em estepes.